# 9248 Sauer
9248 Sauer è un asteroide della fascia principale. Scoperto nel 1960, presenta un'orbita caratterizzata da un semiasse maggiore pari a 2,8461542 UA e da un'eccentricità di 0,0766216, inclinata di 2,23461° rispetto all'eclittica.